# Typhlodromips friendi
Typhlodromips friendi är en spindeldjursart som beskrevs av De Leon 1967. Typhlodromips friendi ingår i släktet Typhlodromips och familjen Phytoseiidae. Inga underarter finns listade i Catalogue of Life.